# Сан дебелих жена
Сан дебелих жена је рок бенд из Београда.
Сан дебелих жена је бенд који свира на тему онога што "мучи једног бруцоша" тј. у својим песмама износе младалачке проблеме и идеје. Како наводе чланови бенда, они не желе да се баве музиком инспирисаном политиком, већ инспирисаном мушко-женских односа.
Свирају углавном рок међутим, кроз њихову музику се провлачи и реге, блуз, ска, фанк и панк.
Бенд је за десет година постојања одржао преко 50 свирки, углавном по београдским клубовима, а појављивао се у ТВ емисијама “Проветравање” и “Бунт рок мастерс” и у радио емисијама “Хит 202” и “Кажи драгичка”.

## Дискографија
- Дечије приче, (2014)
- Из убеђења, (2018)